# Die Farm auf dem Hügel
Die Farm auf dem Hügel ist ein US-amerikanischer Stummfilmwestern aus dem Jahr 1926 von Irvin Willat mit Jack Holt und Florence Vidor in den Hauptrollen. Das Drehbuch basiert auf dem Roman The Enchanted Hill von Peter Bernard Kyne.

## Handlung
Lee Purdy, der Besitzer der Enchanted-Hill-Ranch, wird wiederholt Attacken unbekannter Angreifer ausgesetzt. Er trifft Gail Ormsby, die Besitzerin der benachbarten Box-K-Ranch. Die beiden fühlen sich sofort zueinander hingezogen. Ira Todd, Gails korrupter Vorarbeiter, erzählt Lügen über Lee, den sie zu Unrecht zu hassen beginnt.
In einem offenen Kampf zwischen den Männern von Enchanted Hill und denen von Box K werden Todds Männer besiegt. Lee erfährt, dass Todd, im Bunde mit einem Bankier, der weiß, dass es auf Lees Land Gold gibt, versucht hat, ihn durch die wiederholten Angriffe abzuschrecken. Das Gesetz greift ein und Lee und Gail erneuern ihre Beziehung.

## Hintergrund
John S. Waters arbeitete als Regieassistent.
Da keine Kopien der sieben Filmrollen existieren, gilt der Film als verschollen.

## Veröffentlichung
Der Film lief ab dem 18. Januar 1926 in den US-Kinos an. 1929 kam er Österreich in die Kinos.